# Aeródromo El Crucero (Sonora)
El Aeródromo de El Crucero (Código OACI: MX25 - Código DGAC: CEO) es un pequeño aeropuerto privado ubicado a 10 kilómetros al oeste del Aeropuerto Internacional de Ciudad Obregón y a 9 kilómetros al sur de Ciudad Obregón, Sonora por la carretera estatal 119 y es operado por Reparaciones Aéreas del Yaqui S.A. de C.V., una empresa dedicada al mantenimiento preventivo y correctivo de aeronaves livianas. Cuenta con una pista de aterrizaje de 985 metros de largo y 7 metros de ancho con gotas de viraje en ambas cabeceras, también cuenta con una amplia plataforma de aviación y espacios techados dedicados al mantenimiento de aeronaves. Actualmente solo se utiliza con propósitos de aviación general, principalmente por clientes de los talleres.